# Castillo de Busset

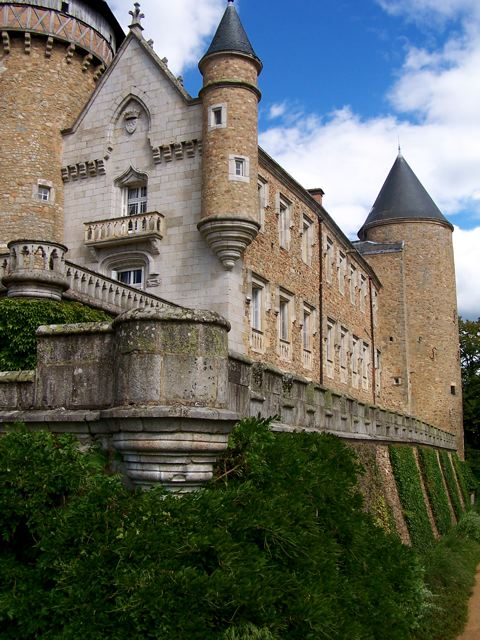
Château de Busset en Allier, Francia

El castillo de Busset también conocido como Château de Busset es un castillo que ha sido transformado en un château en la comuna de Busset en Allier, Francia. Fue la casa ancestral de la familia Bourbon-Busset. Una familia suiza es propietaria del lugar.
El castillo no se encuentra abierto al público. Es considerado un monumento histórico nacional en Francia incluido en la lista desde 1981 por el Ministerio de Cultura de Francia.